# 堺市立深井中学校
堺市立深井中学校（さかいしりつ ふかいちゅうがっこう）は、大阪府堺市中区にある公立中学校。

## 概要
近隣の中学校3校（陵南・東百舌鳥・泉ヶ丘東）の過密化を解消するため、3校の校区の一部を再編して1981年に開校した。校名は付近の地名「深井」に由来する。「深井中(ふかいちゅう)」の名で呼ばれる。
なお、現在のクラス数は1、2、3年生全て4クラス制である。

## 部活動
- 英語部
- サッカー部(男子)
- 将棋部
- 吹奏楽部
- 卓球部(男子)
- テニス部(女子)
- バスケットボール(男子)(女子)
- バレー部(女子)
- 美術部
- 野球部(男子)
- 陸上部

## 沿革
- 1981年4月1日 - 現在地に開校。

## 通学区域
- 堺市立宮園小学校と堺市立東深井小学校の通学区域。(宮園町、深井東町、深井水池町、深井畑山町、深井沢町)の大部分、(東山、深井清水町)の一部

## 交通
- 南海泉北線 深井駅 南東へ約600m。

## 事故
2014年11月、2011年6月に急性心不全で急死した教諭について、地方公務員災害補償基金は過労による公務災害と認めた。

## 不祥事
2016年12月、当時の男性非常勤講師が、駐車場に停めてあった車の助手席窓ガラスを何者かに割られ、1，2年生の生徒の成績の勤務手帳、及び評定、実技テストの点数が記されているメモリーカードが入った鞄を盗難された。男性講師は無断で教務手帳を持ち出しており、メモリーカードへの個人情報入力も禁止されていたという。

## 出身者
- 中村豊 - プロ野球選手
- 藤原康二 - プロボクサー